# Râul Vâlcelul Secării
Râul Vâlcelul Secării este un afluent al râului Lăpușnicul Mare. 

## Hărți
- Harta județului Hunedoara
- Harta Munților Retezat  Arhivat în 10 iulie 2012, la Wayback Machine.